# Ma da (phim)
Ma da (tiếng Anh: Ma Da: The Drowning Spirit) là một bộ phim điện ảnh Việt Nam thuộc thể loại kinh dị, do đạo diễn Nguyễn Hữu Hoàng thực hiện. Phim được phát hành vào ngày 16 tháng 8 năm 2024, với sự tham gia của các diễn viên như Việt Hương, Dạ Chúc, Trung Dân, Diệu Đức, Thành Lộc, Cẩm Ly, Minh Khang. Bộ phim mang đến cho khán giả một câu chuyện đầy ám ảnh và ly kỳ về những hiện tượng siêu nhiên và hành trình tìm kiếm sự thật đằng sau những bí ẩn của oan hồn Ma Da.

## Nội dung
"Ma da" kể về cuộc sống của bà Lệ (do Việt Hương thủ vai), một phụ nữ làm nghề vớt xác trên sông. Công việc của bà là đưa những người đã mất trở về với gia đình họ, giúp họ có một nơi an nghỉ cuối cùng. Một ngày nọ, bà Lệ vớt được xác của một thanh niên bí ẩn. Từ đó, bà bắt đầu gặp phải nhiều hiện tượng kỳ lạ và những dấu hiệu tai ương.
Những sự kiện kỳ bí liên tiếp xảy ra, khiến bà Lệ lo lắng cho sự an toàn của con gái mình, bé Nhung. Đỉnh điểm của câu chuyện là khi bé Nhung đột ngột mất tích một cách bí ẩn. Bà Lệ phải nhờ đến sự giúp đỡ của những người xung quanh, bao gồm ông Tư (Trung Dân), một người bạn lâu năm và là người hiểu biết về các hiện tượng siêu nhiên, để tìm cách cứu con gái và khám phá những bí mật đằng sau oan hồn Ma Da.
Trong hành trình tìm kiếm sự thật, bà Lệ phát hiện ra rằng oan hồn Ma Da không chỉ là một câu chuyện dân gian mà còn liên quan đến một bi kịch trong quá khứ. Những bí mật dần được hé lộ, và bà Lệ phải đối mặt với những thử thách đầy nguy hiểm để cứu con gái và giải thoát cho oan hồn Ma Da.

## Diễn viên
- Việt Hương trong vai bà Lệ[5]
- Dạ Chúc trong vai bé Nhung
- Trung Dân trong vai ông Tư
- NS-NGƯT Diệu Đức trong vai bà Tư
- NSƯT Thành Lộc trong vai ông Lương
- Cẩm Ly trong vai cô Lài
- Duy Anh trong vai Hiếu
- Hoàng Mèo trong vai Anh Hoàng

## Đón nhận

### Thành tích
| Ngày         | Tên kỷ lục                                                                                                   | Mốc đạt                             | Ref          |
| Tại Việt Nam | Tại Việt Nam                                                                                                 | Tại Việt Nam                        | Tại Việt Nam |
| ------------ | --- | ----------------------------------- | ------------ |
| 16/08        | Phim kinh dị Việt Nam mở màn doanh thu cao nhất mọi thời đại                                                 | 6.4 tỷ (sau 5 tiếng suất chiếu sớm) | [ 6 ]        |
| 17/08        | Phim kinh dị Việt Nam có doanh thu ngày đầu cao nhất mọi thời đại                                            | 11.34 tỷ                            | [ 7 ]        |
| 18/08        | Phim kinh dị Việt Nam có doanh thu trong ngày cao nhất mọi thời đại                                          | 15.3 tỷ/ngày                        | [ 8 ]        |
| 19/08        | Phim kinh dị Việt chạm mốc 600.000 vé nhanh nhất mọi thời đại                                                | 77 tiếng                            | [ 9 ]        |
| 22/08        | Phim kinh dị Việt Nam chạm mốc 1 triệu vé nhanh nhất mọi thời đại                                            | 1 tuần                              | [ 8 ]        |
| 23/08        | Phim kinh dị Việt Nam có nhiều kỷ lục top 1 nhất mọi thời đại                                                | —                                   | [ 8 ]        |
| 23/08        | Phim kinh dị Việt Nam có doanh thu tuần đầu cao nhất mọi thời đại                                            | 80 tỷ                               | [ 8 ] [ 10 ] |
| 25/08        | Phim kinh dị Việt Nam có doanh thu cán mốc 100 tỷ đồng nhanh nhất mọi thời đại.                              | 10 ngày                             | [ 11 ]       |
| Tại Hàn Quốc | |                                     |              |
| 18/08        | Phim Việt Nam bán chạy nhất tại Hàn Quốc                                                                     | Hơn 10.000 vé                       | [ 8 ]        |
| Tại Úc       | |                                     |              |
| 21/08        | Top 20 phim có doanh thu cao nhất tại Úc trong tuần đầu công chiếu                                           | —                                   | [ 8 ]        |
| 21/08        | Phim Việt bán chạy nhất ở cụm rạp Sunshine Village Cinemas và HOYTS Wetherill Park trong tuần đầu công chiếu | Hơn 5.000 vé                        | [ 8 ]        |
| 24/08        | Top 18 phim có doanh thu cao nhất tại Úc trong tuần                                                          | Hơn 8.200 vé                        |              |

### Nhận xét chuyên môn
Theo Thanh Niên, Ma Da sở hữu tiền đề tốt, song cách khai thác kịch bản chưa hiệu quả. Tác phẩm vượt kỳ vọng của khán giả với dòng phim kinh dị Việt Nam, nhưng cũng không thể xem là một bộ phim hay. Tuy nhiên, với diễn xuất trọn vẹn của Việt Hương cùng các diễn viên, người xem có lẽ sẽ không quá hụt hẫng khi thưởng thức tác phẩm.
Theo Kenh14 thì Ma Da có một chất lượng thuộc hàng trung bình khá so với mặt bằng phim kinh dị Việt. Tác phẩm có một bối cảnh phù hợp, gây sợ hãi khá tốt ở nửa đầu phim. Thế nhưng, đạo diễn Nguyễn Hữu Hoàng chưa thể phát triển những thế mạnh đó theo một hướng sáng tạo hơn hay mang đến cú twist thật sự ấn tượng mà lại lan man lạm dụng hù dọa không có mục đích cụ thể. Ở một kịch bản tốt hơn, có lẽ Ma Da sẽ còn thành công hơn nữa so với hiện tại.

## Tranh cãi

### Lùm xùm cắt bỏ cảnh quay
Nhiều khán giả chỉ trích khi nghệ sĩ Thành Lộc và nghệ sĩ Cẩm Ly có ít thời lượng trong phim hơn so với đoạn giới thiệu phim. Người hâm mộ cũng thắc mắc khi Thành Lộc và Cẩm Ly không xuất hiện trong các sự kiện quảng bá phim cùng đoàn phim.
Sáng ngày 17 tháng 8, nhà sản xuất Đoàn Nhất Trung đại diện cho ê-kíp phim phản hồi những tranh cãi của khán giả. Theo đó, nhà sản xuất gửi lời cảm ơn nghệ sĩ Thành Lộc và ca sĩ Cẩm Ly đã nhận lời tham gia đóng phim, hỗ trợ hết mình cho đoàn phim trong quá trình quay. Nhà sản xuất cũng gửi lời xin lỗi Thành Lộc và Cẩm Ly vì cảnh quay của hai nghệ sĩ bị cắt bỏ khá nhiều khi phim công chiếu.